# Залошка Горица
Залошка Горица (словен. Zaloška Gorica) је насељено место у општини Жалец, Савињска регија, Словенија.

## Историја
До територијалне реорганизације у Словенији била је у саставу старе општине Жалец.

## Становништво
У попису становништва из 2011. године, Залошка Горица је имала 43 становника.
| Број становника према пописима | Број становника према пописима | Број становника према пописима |
| ------------------------------ | ------------------------------ | ------------------------------ |
| 1991                           | 2002                           | 2011                           |
| 41                             | 46                             | 43                             |

Напомена: До 1953. исказивано под именом Горица.